# خاکستری‌لیسه‌سانان
خاکستری‌لیسه‌سانان (نام علمی: Glaucidae) نام یک تیره از لیسه دریایی است.